# Филипп Бельгийский, граф Фландрии
Филипп (полное имя фр. Philippe Eugène Ferdinand Marie Clément Baudouin Léopold Georges de Saxe-Cobourg-Gotha; 24 марта 1837, Лакенский дворец, Брюссель — 17 ноября 1905, Брюссель) — принц Бельгии, граф Фландрии из Саксен-Кобург-Готской династии. С января 1869 года — наследник бельгийского престола.
Сын короля Леопольда I и Луизы Орлеанской, младший брат Леопольда II. В 1862 году был в числе кандидатов на трон Мексики и Греции, в 1866 году рассматривался в числе претендентов на трон Румынии.

## Биография

### Ранние годы
Родился 24 марта 1837 года был третьим сыном короля Леопольда I и его жены Луизы Марии Орлеанской, дочери короля Луи-Филиппа I. У Филиппа было два брата: Луи-Филипп (умер до рождения Филиппа), Леопольд II и младшая сестра Шарлотта Бельгийская.
Филиппу было всего тринадцать лет, когда его мать королева Луиза умерла 11 октября 1850 года. До этого времени она была королевой, которая[стиль] контролировала образование своих детей. С ранних лет Филипп мог выражать свои мысли устно и письменно на французском, английском и немецком языках.
В восемнадцать лет жизнь Филиппа обрела новое направление. Конституция Бельгии позволяла[прояснить] ему стать сенатором по закону. В 1855 году его учёба была официально завершена.
Филипп предпочитал такие удовольствия как охота, к которой он испытывал сильную страсть.

## Семья
В апреле 1867 года Филипп женился на Марии Гогенцоллерн-Зигмаринген (1845—1912), дочери князя Карла Антона. Дети:
- Бодуэн (1869—1891)[5]
- Генриетта (1870—1948), замужем за Эммануэлем Орлеанским;
- Жозефина Мария (1870—1871), сестра-близнец Генриетты;
- Жозефина Каролина (1872—1958), замужем за Карлом Антоном Гогенцоллерном;
- Альберт (1875—1934), король Бельгии Альберт I.

Младший сын Филиппа, Альберт, стал королём после смерти своего дяди Леопольда II. Жозефина Мария и Жозефина Каролина стали редким случаем рождения здоровых близнецов среди в королевских аристократических семей в XIX-XX веке.